# 在華日人反戰同盟

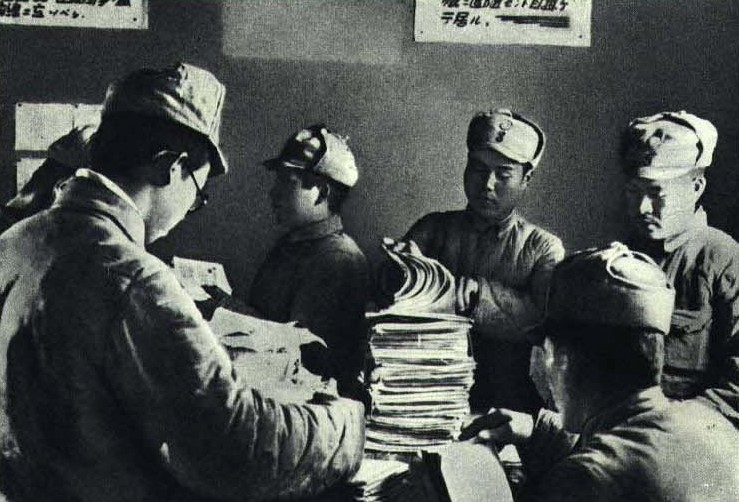
抗日战争期间在华日本人反战同盟整理资料

在华日人反战同盟，是中國抗日戰爭期間，在华日本人建立的一个反战组织。1940年7月20日，在华日人反战同盟重庆本部成立，日本反战作家鹿地亘为本部会长。在重庆本部成立之前，西南支部已经于1939年12月23日，延安支部于1940年5月1日成立。反戰同盟延安支部負責人為岡野進（野坂參三）、森健、春田好雄。
該同盟在戰爭期間從事反戰活動，包括對日軍的反戰宣傳工作，通過編印、寄送日文反戰報刊宣傳品、散發傳單、張貼標語、陣前喊話等形式向日軍官兵進行宣傳，以及向日軍宣傳八路軍不殺害俘虜的政策。同盟亦通過談話、座談、演劇、辦訓練班等多種形式對日軍俘虜進行反戰教育。
附隨組織又分為日本兵士觉醒联盟、日本劳农学校、在華日本共産主義者同盟、反战同盟華北联合会、日本人民解放联盟。

## 历史
1938年2月，日本反战作家鹿地亘与妻子池田幸子来华，辗转到重庆后开始从事反战活动。1939年12月23日，在华日人反战同盟西南支部在广西桂林成立，坂本秀夫任支部代表。1939年12月28日，西南支部前线工作队抵达桂南前线，次日晚开始对日军进行反战宣传。1940年1月下旬，鲇川诚二、大山邦雄、松山速夫三位前线工作队队员随部队突围时遭日军轰炸而死亡。